# 汪廷瑚
汪廷瑚（？—1981年），是一位出身皖南的臺灣白色恐怖受難者。

## 生平
汪廷瑚出身皖南汪姓知識份子家族。他曾參與於「十萬青年十萬軍」。
1940年代後期隨軍抵臺灣後，他在擔任臺北市立工業職業學校（臺北市立大安高級工業職業學校前身）教員時因寫作得罪黨國要員張寶樹，遭臺灣警備總司令部保安處逮捕，未經該部軍法處審判直接押解至綠島指揮部羈押，成為「看管雇員」之一。事後，張寶樹曾委託幾位汪廷瑚的朋友前往綠島勸他寫下悔過書換取釋放機會，但他始終拒絕而繼續被囚禁在綠島。
1981年，綠島指揮部指揮官周書府（後來曾任立法委員、前台北縣縣長周錫瑋之父）強求他在被釋放的前夕寫下悔過書，但他還是不服；周書府於是指派槍兵以槍托圍毆他至死，並將遺體立即火化。事後，周書府對外宣稱其於當夜暴斃；當其親友專程至碼頭迎接時，方知其死訊。